# Europeiska monetära institutet
Europeiska monetära institutet (EMI) var ett institut inom Europeiska unionen som ersatte Centralbankschefskommittén och Europeiska fonden för monetärt samarbete den 1 januari 1994 och som i sin tur ersattes av Europeiska centralbanken den 1 juni 1998. Dess huvuduppgift var att fullfölja den andra etappen av den ekonomiska och monetära unionen.
I Delorsrapporten från 1989 föreslogs att en ekonomisk och monetär union med en gemensam valuta skulle skapas genom tre etapper. Den första etappen, avskaffandet av alla kapitalrestriktioner mellan medlemsstaterna med syfte att möjliggöra fri rörlighet för kapital, genomfördes den 1 juli 1990. Genom Maastrichtfördraget, som trädde i kraft den 1 november 1993, möjliggjordes även genomförandet av de två andra etapperna. Den andra etappen innebar att Europeiska monetära institutet inrättades och att det monetära samarbetet fördjupades ytterligare. Samtidigt förstärktes den ekonomiska konvergensen inom unionen och den tredje etappen, införandet av euron, förbereddes. Vid Europeiska rådets sammanträde i Madrid, Spanien, den 15–16 december 1995 beslutade medlemsstaternas stats- eller regeringschefer att den nya valutan euron skulle införas den 1 januari 1999. Europeiska monetära institutet ersattes därför av Europeiska centralbanken den 1 juni 1998.
Den första ordföranden för Europeiska monetära institutet var Alexandre Lamfalussy. Han ersattes den 1 juli 1997 av Wim Duisenberg, som senare fortsatte som Europeiska centralbankens första centralbankschef. Europeiska monetära institutet hade färre än 250 anställda, varav de flesta kom från de nationella centralbankerna, och hade sitt säte i Frankfurt am Main, Tyskland.